# Carlos Castrodeza
Carlos Castrodeza Ruíz de la Cuesta (né à Tanger en 1945 et mort à Madrid le 18 avril 2012), est un biologiste et philosophe espagnol. il a enseigné la philosophie des sciences à l'université complutense de Madrid.

## Œuvre
Autorité reconnue sur Darwin et le darwinisme, la pensée de Castrodeza tourne autour des problèmes de la bioéthique, de ce qui est ou de ce qui n'est pas une approximation scientifique à une problématique, et de l'interprétation idéologique des textes. Sa principale ligne de recherche actuelle tient compte des possibles justifications de l'action, du comportement éthique et de la pensée humaine à partir des théories scientifiques et des théories de la science existantes, en analysant et en comparant lesdites justifications avec les traditions encore en vogue. L'œuvre de Castrodeza s'exprime dans une série de livres, d'articles, de traductions et de notices biographiques.

### Livres
- La darwinización del mundo, Barcelona, Herder, 2009,  (ISBN 978-84-254-2580-6)
- El flujo de la historia y el sentido de la vida. La retórica irresistible de la selección natural, Barcelona, Herder, 2013,   (ISBN 978-84-254-2945-3)
- Nihilismo y supervivencia: una expresión naturalista de lo inefable, Madrid, Trotta, 2007,  (ISBN 978-84-8164-916-1)
- Los límites de la historia natural: hacia una nueva biología del conocimiento, Madrid (Tres Cantos), Akal, 2003,  (ISBN 84-460-1881-0)
- La marsopa de Heidegger: el lugar de la ciencia en la cultura actual, Madrid, Dykinson, 2003,  (ISBN 84-9772-022-9)
- Razón biológica: la base evolucionista del pensamiento, Madrid, Minerva, 1999,  (ISBN 84-88123-20-5)
- Teoría histórica de la selección natural, Madrid, Alhambra, 1988,  (ISBN 84-205-1740-2)
- Ortodoxia darwiniana y progreso biológico, Madrid, Alianza Editorial, 1988,  (ISBN 84-206-2521-3)

### Chapitres de livres collectifs
- "Ethological Space: Transgreding the Boundaries", Philosophical Essays on Physics and Biology (J. L. González Recio, ed.), Georg Olms Verlag, Hildesheim-Zürich-New York, 2009,  (ISBN 978-3-487-13713-1) pages. 91-112.
- "La Inutilidad de la Felicidad", Apología de lo Inútil (S. Eguidazu, ed.), Madrid, Avarigani Editores, 2009,  (ISBN 978-84-613-1278-8) pages. 23-30.
- "Los caminos profundos de la biología", El legado filosófico y científico del siglo XX, coord. por Manuel Garrido, Luis Arenas, Luis Valdés, 2005,  (ISBN 84-376-2272-7), pages. 795-812
- "La condición occidental: ciencia, historia y filosofía", El impacto social de la cultura científica y técnica, 2004,  (ISBN 84-369-3843-7), pages. 9-18
- "Modernidad y posmodernidad: biología y física", El impacto social de la cultura científica y técnica, 2004,  (ISBN 84-369-3843-7), pages. 155-164
- "La 'superflua necesidad' de la epistemología evolutiva", La teoría evolucionista del conocimiento, coord. por Jacobo Muñoz, Emilio García García, 1999,  (ISBN 84-89784-88-4), pages. 83-92

### Traductions
- A. H. Lehninger et. al., Panorama de la biología contemporánea, selección y comentarios de Roland Hoste, version espagnole de Carlos Castrodeza, 2da. ed, Madrid, Alianza, 1975  (ISBN 84-206-2128-5)
- Ruse, Michael, La revolución darwinista, Madrid. Alianza Editorial, 1983,  (ISBN 84-206-2372-5)

### Articles
- "En torno a la ética naturalizada en Occidente: de la concepción aristotélica al naturalismo de Darwin y la fenomenología de Heidegger", Teorema,  (ISSN 0210-1602), vol. XXVIII/2, 2009, pags. 151-172
- "Evolución, historia y ser", Pasajes: Revista de pensamiento contemporáneo,  (ISSN 1575-2259), Nº. 14, 2004, pags. 23-34
- "Antropogénesis: consideraciones biohermenéuticas", Endoxa: Series Filosóficas,  (ISSN 1133-5351), Nº 17, 2004, pags. 297-326
- "Una historia natural del bien", Trama y fondo: revista de cultura,  (ISSN 1137-4802), Nº. 15, 2003, pags. 7-12
- "De la realidad biológica a la biologización de la realidad: la nueva metafísica biológica y el problema del conocimiento", Diálogo filosófico,  (ISSN 0213-1196), Nº 57, 2003, pags. 379-399
- "La realidad de las dos culturas como base del mito del relativismo cultural (Un enfoque bioantropológico)", Endoxa: Series Filosóficas,  (ISSN 1133-5351), Nº 12, 2, 2000, pags. 525-560
- "Una perspectiva de los problemas éticos en la investigación biológica: los avatares del evolucionismo", Arbor: Ciencia, pensamiento y cultura,  (ISSN 0210-1963), Nº 638, 1999(Ejemplar dedicado a: Ciencia y valores éticos / coord. por Wenceslao J. González Fernández), pags. 265-287
- "El naturalismo biológico de Kuhn en La estructura de las revoluciones científicas", Thémata: Revista de filosofía,  (ISSN 0212-8365), Nº 20, 1998 (Ejemplar dedicado a: Los filósofos y la biología), pags. 219-228
- "The ultimate epistemological consequences of the Darwinian conception", Boston Studies in the Philosophy of Science,  (ISSN 0068-0346), 1996, págs. 153-178
- "De la epistemología popperiana a la epistemología darwinista", Revista de filosofía,  (ISSN 0034-8244), Nº 8, 1992, pags. 329-356
- "La tácita actualidad del darwinismo", Revista de Occidente,  (ISSN 0034-8635), Nº 18-19, 1982 (Ejemplar dedicado a: Charles R. Darwin. la evolución y el origen del hombre), pags. 89-104
- "Gregor Johann Mendel: clérigo notable en la Moravia decimonónica", Revista de Occidente,  (ISSN 0034-8635), Nº 32, 1984 (Ejemplar dedicado a: Gregor Johann Mendel: los orígenes de la genética), p. 7-26
- "Non-progressive evolution, the red queen hypothesis and the balance of nature", Acta Biotheoretica,  (ISSN 0001-5342), nº28, 1979, p. 11-18
- "On the significance of biological interpretations of mathematical results; comments on a recently discovered evolutionary principle", Methodology and Science,  (ISSN 0543-6095), nº 11, 1978, p. 185-190
- "Evolution, complexity and fitness", Journal of Theoretical Biology,  (ISSN 0022-5193), nº 71, 1978, p. 469-471
- "Tautologies, beliefs and empirical knowledge in biology", The American Naturalist,  (ISSN 0003-0147), nº 111, 1977, p. 393-394

De plus, Castrodeza est auteur de nombreux comptes rendus et notices biographiques pour Acta Biotheoretica, Ann. Sci., ISIS, Revista de Libros et il a été membre du bureau éditorial de la Revue History and Philosophy of the Biological Sciences(1985-1990)